# Lutz Bertram

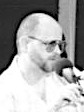
Lutz Bertram (1989)

Lutz Bertram (* 1953 in Wernigerode) ist ein ehemaliger deutscher Radiomoderator. Bekannt wurde er zunächst vor allem durch den Stil seiner Interviews. Mit der Enttarnung als inoffizieller Mitarbeiter der DDR-Staatssicherheit gab er 1995 seine regelmäßige Rundfunktätigkeit auf.

## Leben
Lutz Bertram studierte in Berlin Ästhetik, Kulturtheorie und Musikwissenschaften. Ab den 1980er Jahren war er ein bekannter Radiomoderator beim DDR-Jugendrundfunksender DT64. Daneben arbeitete er auch als Journalist und Buchautor. So brachte er sowohl in der DDR als auch in der Bundesrepublik Deutschland Biographien von Udo Lindenberg und Peter Maffay heraus. Ab 1991 arbeitete er als Moderator des Morgenmagazins des ORB-Hörfunksenders Radio Brandenburg. Seine Moderation und besonders seine einfühlsamen, aber auch hart nachgefragten Interviews hoben ihn aus der Masse der anderen Rundfunkmoderatoren heraus. Er erwarb sich damit im Berlin-Brandenburger Raum einen gewissen Kultstatus. Kritiker warfen ihm aber auch eine deutliche Affektiertheit vor.

## Mitarbeiter der Staatssicherheit
Im Januar 1995 musste er sich zu seiner Stasi-Mitarbeit bekennen. Er hatte in den 1980er Jahren sein Wissen, das er aus der Bekanntschaft mit zahlreichen Künstlern der DDR zog, als IM „Romeo“ weitergegeben. Begründet hatte er seine Mitarbeit mit Erfahrungen aus dem Jahr 1978, als ihm ein Reisepass und damit die Möglichkeit zur Operation einer fortschreitenden Augenerkrankung verweigert wurde, was schlussendlich zu seiner völligen Erblindung führte. Nach eigenen Worten sollte ihm so etwas nicht noch einmal passieren. Bertram bekannte sich darüber hinaus auch nur sehr zögerlich zu den ihm zur Last gelegten Tätigkeiten beim MfS; im Gegensatz zu dem Radiomoderator Jürgen Kuttner, der sich freiwillig als IM geoutet hatte (diesbezügliches konnte aber aufgrund fehlender Akten nie bestätigt werden). Pikanterweise griff Lutz Bertram kurz vor dem Bekanntwerden seiner Tätigkeit als „IM Romeo“ die Schriftstellerin Christa Wolf und den Politiker und Anwalt Gregor Gysi scharf an, indem er ihnen Verlogenheit bezüglich ihrer (vermeintlichen) Mitarbeit beim MfS vorwarf und sie bedrängte, sie sollten sich endlich zu ihrer schmutzigen Vergangenheit bekennen (Die IM-Tätigkeit Christa Wolfs war zu jener Zeit noch nicht offiziell bestätigt). Nach dem Bekanntwerden seiner eigenen Stasi-Mitarbeit wurde er aus der Rundfunkanstalt entlassen.